# Лигури
Лигурите (на латински: Ligures; ед.ч. Ligus или Ligur; на старогръцки: Λιγυες; на италиански: Liguri) са вероятно прединдоевропейско население в западната Алпийска територия, особено на Горен Рейн, Западна Швейцария, около Рона, долината на По, френската и италианска ривиера и Корсика. Те се причисляват към старите европейски народи и са от Културата Терамар от бронзовата ера около Генуа. За езика им почти няма сведения (вероятно е същото като сикански език в Сицилия).
От 700 г. пр.н.е. лигурите са изтласквани от келтите от техните селища. Те дават помощни войски за римските легиони. От 238 г. пр.н.е. попадат под римско господство.
Албингаунум или Албум Ингаунум (днес Албенга) e голям крайбрежен град на лигурските ингауни.
Лигурски племена:
- Апуани
- Декиети
- Ингауни
- Оксиби
- Сали
- Стателати и други.